# Zigarrenschaukel
Eine Zigarrenschaukel ist eine Vorrichtung, die eine Zigarre auch dann am Brennen hält, wenn die Zigarre eine Weile nicht geraucht, das heißt nicht an ihr gezogen wird, obwohl sie brennt.
Anders als bei Zigaretten erstickt die Glut einer Zigarre innerhalb kurzer Zeit, wenn nicht an ihr gezogen wird. Sie muss dann neu angezündet werden, was aber den ursprünglichen Geschmack beeinträchtigt. Eine auf der Zigarrenschaukel abgelegte Zigarre bleibt durch den Luftzug der Pendelbewegung auch dann am Brennen, wenn längere Zeit nicht an ihr gezogen wird, sodass der Raucher beide Hände frei hat für eine andere Tätigkeit. Otto Schwarz erhielt am 17. Juli 1906 für seine „Vorrichtung zum Erhalten des Brandes von Zigarren o.dgl.“  ein entsprechendes Kaiserliches Patent.
Zigarrenschaukeln sind heute kaum noch im Gebrauch und auch im Fachhandel nur noch schwer zu erhalten, da sie dem Wesen des Zigarrenrauchens widersprechen, nämlich sich während des Rauchens vor allem darauf zu konzentrieren.